# 1535

## Události
České země
- vydáno Zřízení markrabství moravského o soudu zemském (první moravské zemské zřízení)
- vyšla první česká tištěná kuchařka od Pavla Severýna z Kapí Hory
- vyšel v českém překladu proslulý Regiment zdraví doktora Jana Koppa z Raumenthalu, který pojednává mj. o „jídlu a pití, plnosti a prázdnosti“ a stanovuje zákony „řádné diéty“

Svět
- 18. leden – Francisco Pizarro založil Limu
- 10. březen – Španělé objevili Galapágy
- francouzský objevitel Jacques Cartier začal svoji druhou objevitelskou výpravu
- Jan Kalvín publikoval své Instituce
- portugalské kolonie v Indii byly rozšířeny o Díu

## Narození
České země
- 10. března – Vilém z Rožmberka, český aristokrat a nejvyšší purkrabí českého království († 31. srpna 1592)
- ? – Jakub Krčín, český rybníkář († 1604)
- ? – Brikcí z Cimperka, pražský zvonař († 1599)
- ? – Kašpar Kaplíř ze Sulevic, člen direktoria českých stavů v době stavovského povstání († 21. června 1621)
- ? – Jindřich Smiřický ze Smiřic, český šlechtic a zakladatel hruboskalské linie Smiřických ze Smiřic († 1569)

Svět
- 11. února – Řehoř XIV., papež († 1591)
- 22. února – Péter Bornemisza, maďarský protestantský kazatel a spisovatel († 1584)
- 24. února – Eléanor de Roye, francouzská šlechtična a kněžna z Condé († 23. července 1564)

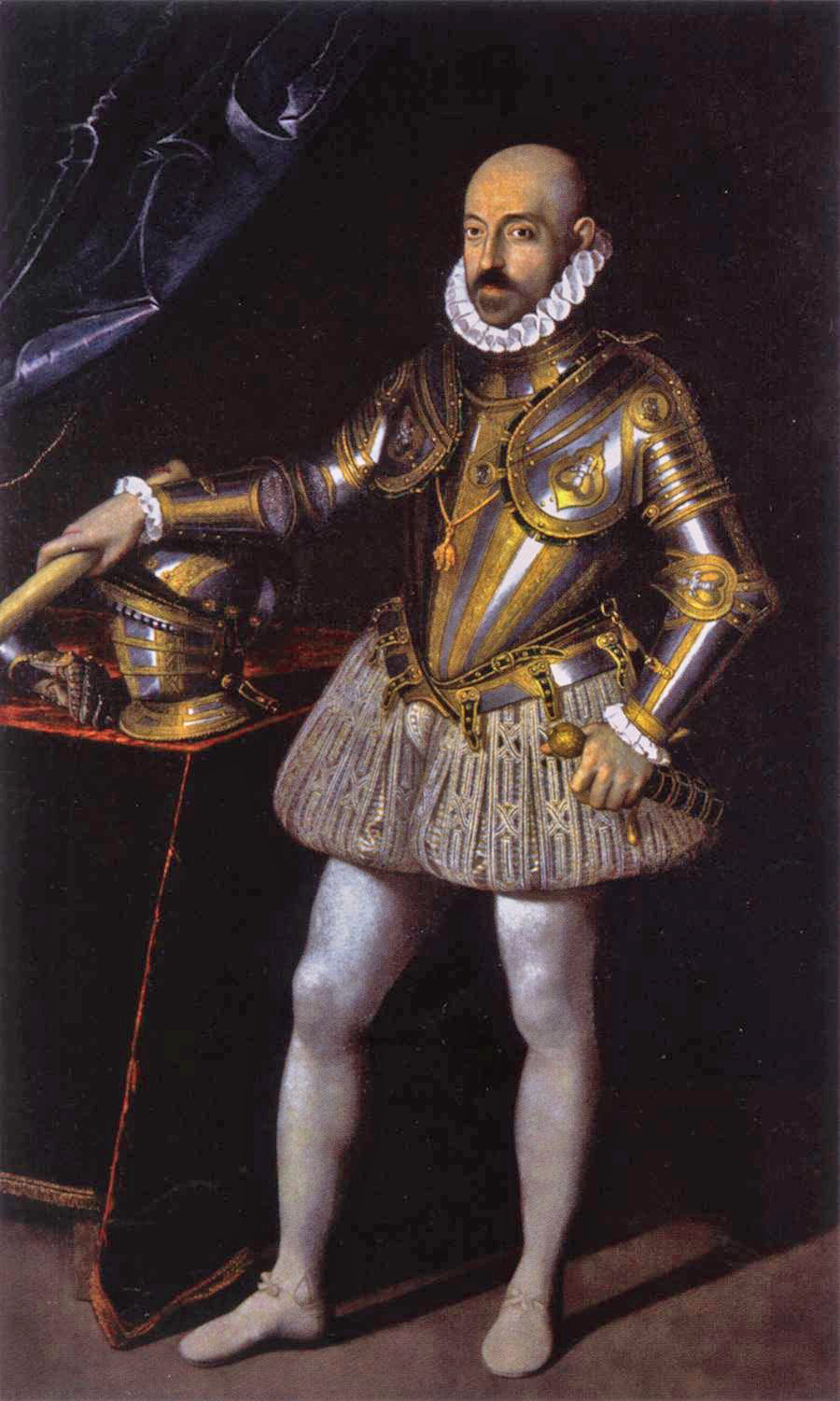
Marcantonio II. Colonna

- 26. února – Marcantonio II. Colonna, generální kapitán Církve a místokrál Sicílie († 1. srpna 1584)
- 31. května – Alessandro Allori, italský manýristický malíř († 22. září 1607)
- 2. června – Lev XI., papež († 1605)
- 24. června – Jana Španělská, rakouská arcivévodkyně, španělská infantka a historicky jediná žena mezi členy jezuitského řádu († 1573)
- 22. července – Kateřina Stenbock, švédská královna jako třetí manželka Gustava I. Vasy († 1621)
- 29. září – Luis de Molina, španělský jezuitský teolog († 12. října 1600)
- ? – William Bourne, anglický matematik († 1582)
- ? – Yemişçi Hasan Paša, osmanský velkovezír († 18. října 1603)
- ? – Giambattista della Porta, italský učenec, vědec a dramatik († 4. února 1615)

## Úmrtí
České země
- 6. května – Bartoš Písař, pražský městský písař a kronikář (* 1470)
- 14. července – Zdeněk Lev z Rožmitálu, český šlechtic a hofmistr (* před 1470)
- 22. srpna – Benedikt Bavorynský z Bavoryně a z Vlčího Pole, teolog, spisovatel a biskup Jednoty bratrské (* ?)
- ? – Abrahám z Čech, židovský dvorní bankéř a výběrčí daní (* po roce 1550)

Svět
- 18. února – Heinrich Cornelius Agrippa von Nettesheim německý teosof, okultista, alchymista a lékař (* 14. září 1486)
- 28. února – Walter z Plettenbergu, vůdce Řádu německých rytířů, (* 1450)
- 5. března – Lorenzo Costa, italský malíř (* 1460)
- 4. května
  - Jan Houghton, převor kláštera v Londýně, katolický světec (* ? 1485)
  - Robert Lawrence, převor kláštera v Beauvale, katolický světec (* ?)
  - Augustin Webster, anglický kartuziánský mnich a mučeník (* ?)
- 1. června – Johannes Sylvius Egranus, německý teolog, humanista a reformátor (* 1480)
- 22. června – svatý John Fisher (* 1469)
- 25. června – Roland de Velville, nemanželský syn anglického krále Jindřicha VII. (* 1474)
- 6. července – Thomas More, anglický právník a politik (* 7. února 1478)
- 23. září – Kateřina Sasko-Lauenburská, švédská královna (* 24. září 1513)
- 24. října – František II. Maria Sforza, milánský vévoda (* 4. února 1495)
- ? – Čou Čchen, čínský malíř (* 1460)
- ? – Císařovna Sia, mingská císařovna, manželka Čeng-tea (* 1492)
- ? – Fej Chung, čínský politik v říši Ming (* 1468)

## Hlavy států
- České království
  - Ferdinand I. (též král římský)
- Svatá říše římská
  - Karel V. (též král španělský)
- Papež
  - Pavel III.
- Francie
  - František I. Francouzský
- Uhry
  - Ferdinand I. Habsburský
- Polsko
  - Zikmund I. Starý
- Anglie
  - Jindřich VIII.
- Osmanská říše
  - Sulejman I.
- Perská říše
  - Tahmásp I.